# الأرض (وو شينغ)
في الفلسفة الصينية، الأرض (بالصينية: 土) هي نقطة تحول المادة. الأرض هي العنصر الثالث في دورة وو شينغ.
الأرض هي ميزان كُلاً من الـ يينغ واليانغ، الأنثى والذكر كلاهما. حركتها داخليه و مركزيه، وطاقتها مستقرة و ومحمية. ويرتبط اللون الأصفر مع كوكب زُحل، وتقع في مركز بوصلة النظام الصيني. ويرتبط بدوره من كل من الفصول الأربعة والجو الرطب. ويحتوي على الطحال، المعدة، الفم والعضلات. العاطفة السلبية هي القلق والإيجابية هي التعاطف. ويمثل التنين الأصفر روحها البدائية. اصفر اللون، ذهبي (الشمس).

## السمات
يضن الصينيون ان الأرض ترتبط بصفات الصبر والتفكير والعملية والعمل الجاد والاستقرار. عنصر الأرض أيضًا يتغذى ويسعى إلى جمع كل الأشياء بنفسه، من اجل تحقيق الانسجام، تجذره و استقراره. السمات الأخرى لعنصر الأرض وتتضمن الطموح، الإصرار والمسؤولية والتخطيط طويل الأمد.

## التنجيم
تلعب ألأرض دوراً مهماً في التنجيم الصيني. تتضمن الأرض في التنجيم الصيني السيقان العشر السماوية ( العناصر الخمس في اليين واليانغ في ترتيبهم )، والتي تضم اثنا عشر فرعاً ارضي ( أو علامات الفلك الصيني) ، لتشكل دورة الستين عام. السنوات الأرضية لليانغ تنتهي بـ 8 (مثل 1998) ، بينما تنتهي السنوات الارضيه لليين بـ 9 (مثل 1999). الأرض هي التوازن المركزي للعناصر وبالتالي تضفي صفات على جميع الحيوانات الـ 12 أيضًا.
يرتبط عنصر الأرض مع كوكب زُحل بسبب اللون الأصفر. ومع ذلك، بعض المنجمين الغربيين قد اقترحوا ان الربط الغربي لزحل تعطيه تقارباً أكبر ونوعاً من الصلابة، مسيطراً على عنصر المعدن الصيني؛ بينما المفهوم الصيني  كـ تمركز الأرض، وان عنصر التنسيق لديه أكثر من مشترك مع الفكرة الغربية لكوكب الزهرة.
وكما وصف آيي شينغ و فينغ شوي، ان الأرض تحتوي على جميع العناصر متضمنةٌ النار، الماء، المعدن والخشب. وهذه الأنواع الأربع من الأرض هي ارض-الماء (الأرض الرطبة)، ارض-النار (الأرض الجافة)، ارض-المعدن (الأرض الرطبة) و ارض-الخشب (الأرض الجافة).
تمثل الألوان الأصفر والبرتقالي والبيج والبني الأرض.
تسيطر الأرض على الثور، التنين، الماعز، والكلب ( أبراج في الفلك الصيني )

## دورة وو شينغ
في دورة التحكم، تتحكم الأرض في المياه عن طريق سدها أو امتصاصها؛ يمكن للخشب ان يتغلب عليها عبر كسرها (بواسطة الجذور).
في الدورة المتصلة، يتم إنتاج الأرض بواسطة رماد النار، وبالتالي يذوَب لإنتاج المعادن.